# Universidade de Keele

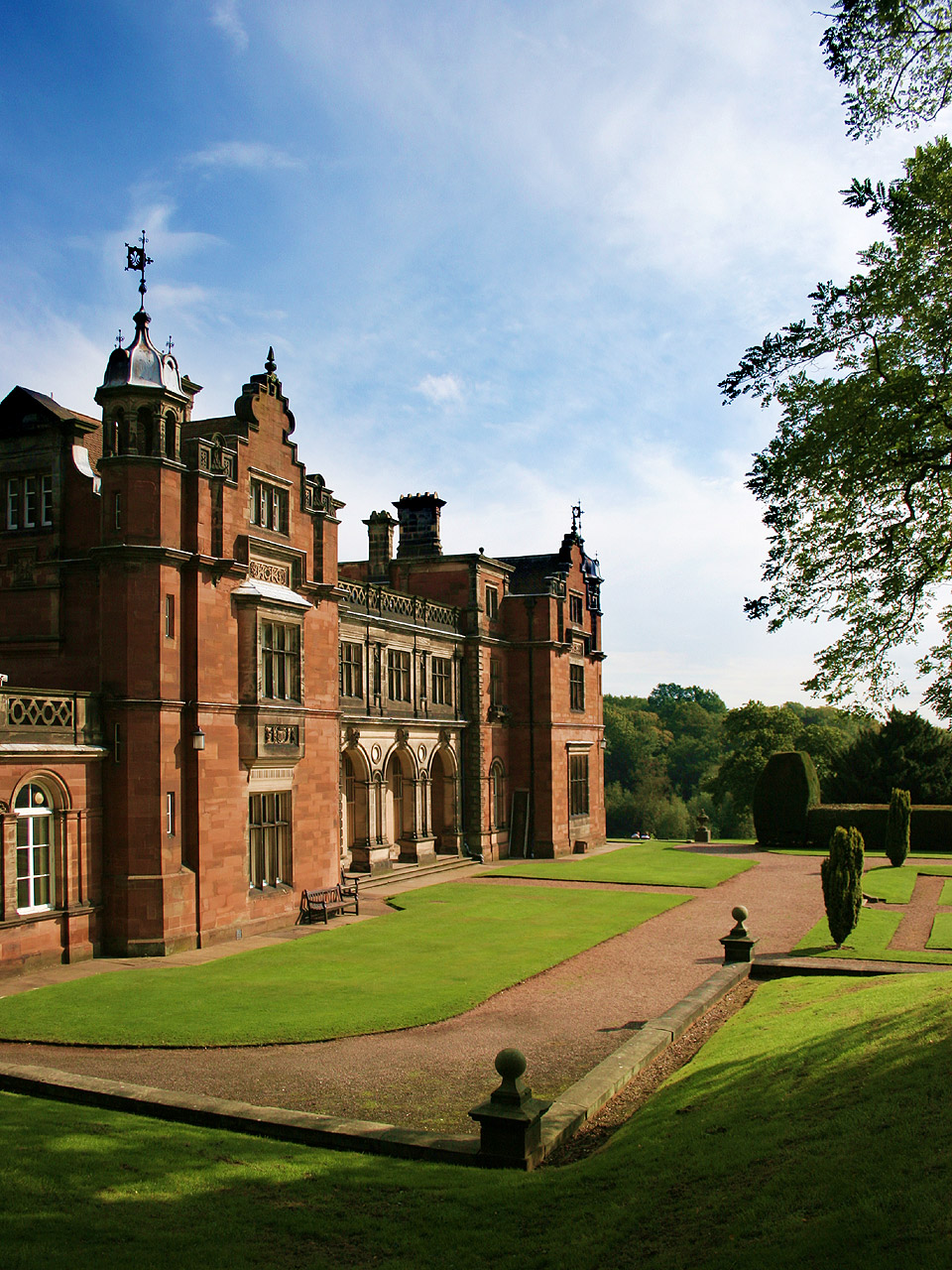
Keeele Hall - actual centro de conferências da Universidade de Keele e antiga mansão da ancestral família Sneyd

A Universidade de Keele, fundada em 1949, é uma universidade pública do Reino Unido, no Staffordshire. Tendo começado por ser uma escola experimental dedicada a estudos interdisciplinares, foi a primeira a conceder graus de “dupla honra”, ou seja, o título a duas disciplinas conjuntas no grau de bacharelato.
Em 1968, a Comissão Real para a Educação Médica (1965-68) publicou um relatório (popularmente conhecido por Relatório Todd), que considerou a possibilidade de ser criada Uma Escola Médica na Universidade de Keele, a localizar no Staffordshire Norte, atendendo ao índice populacional local e à existência aí de bons hospitais. Em 1978 surgiu o Departamento de Pós-graduação em Medicina, que só avançou na Educação Médica Pré-graduada em 2007. A Escola Médica e a Escola de Enfermagem ministraam os curssos clínicos a paarrtir do Hospital Universsitário do Staffordshire Norte em Hartshill, Stoke-on-Trent.

## Campus

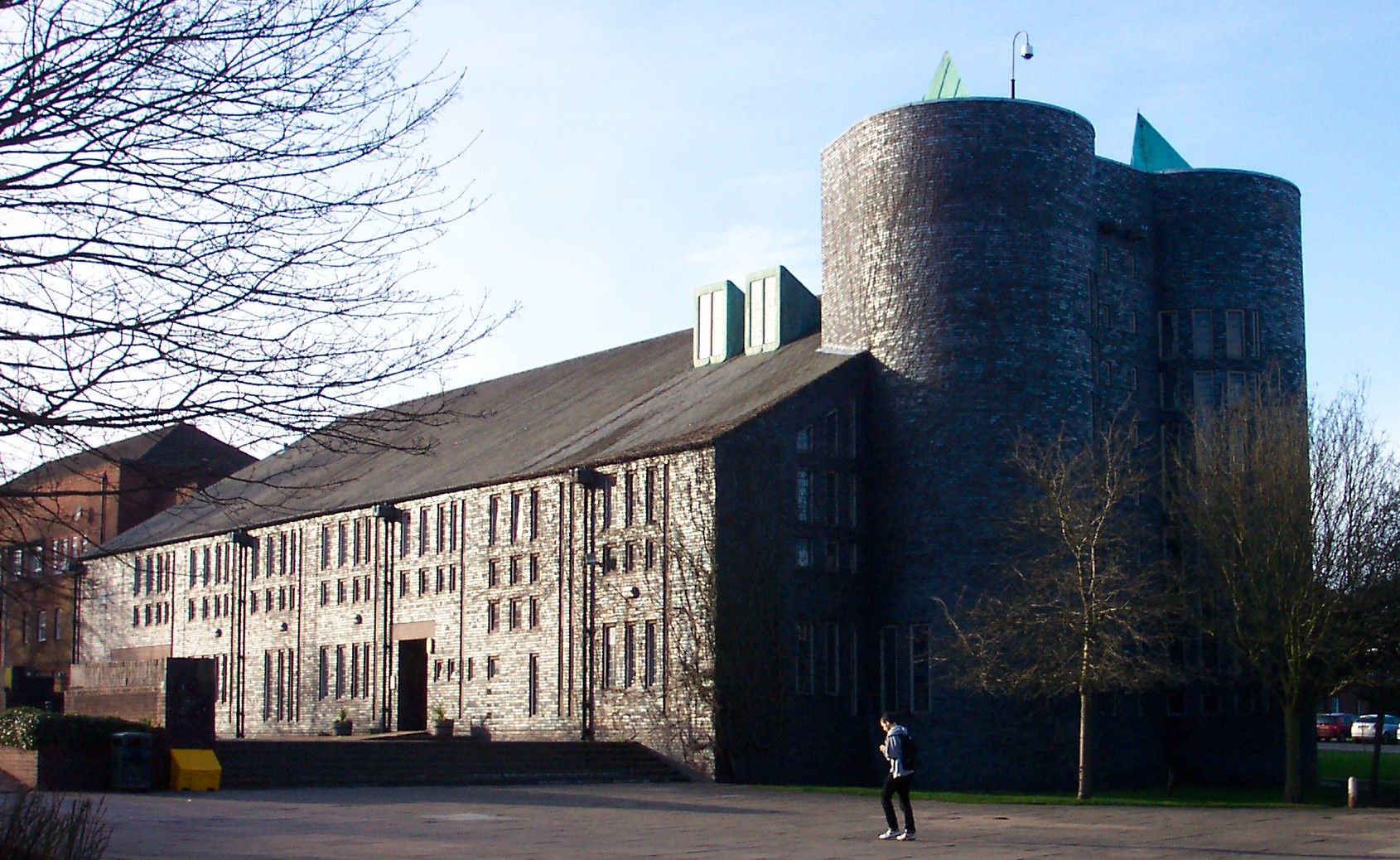
Capela da Universidade Keele

Localizado numa área rural, envolvido por vegetação e animais selvagens, ocupa uma área de 2,5 Km2. Dele fazem parte uma série de edifícios académicos e residenciais. Avulta o Keele Hall, uma mansão do século XIX, que funciona como centro de conferências da universidade. É considerado o maior campus universitário, num só sítio, do Reino Unido. Abriga um Observatório Astronómico, uma Unidade de Educação e Ciências da Terra, para além de uma galeria de arte, uma capela, um centro islâmico, lojas, cafés e restaurantes, e até um viveiro de plantas. Não muito longe de grandes cidades, a uma hora de Birmingham, Manchester e Liverpool, e a duas horas de Londres, se viajarmos de comboio.